# Golo Euler

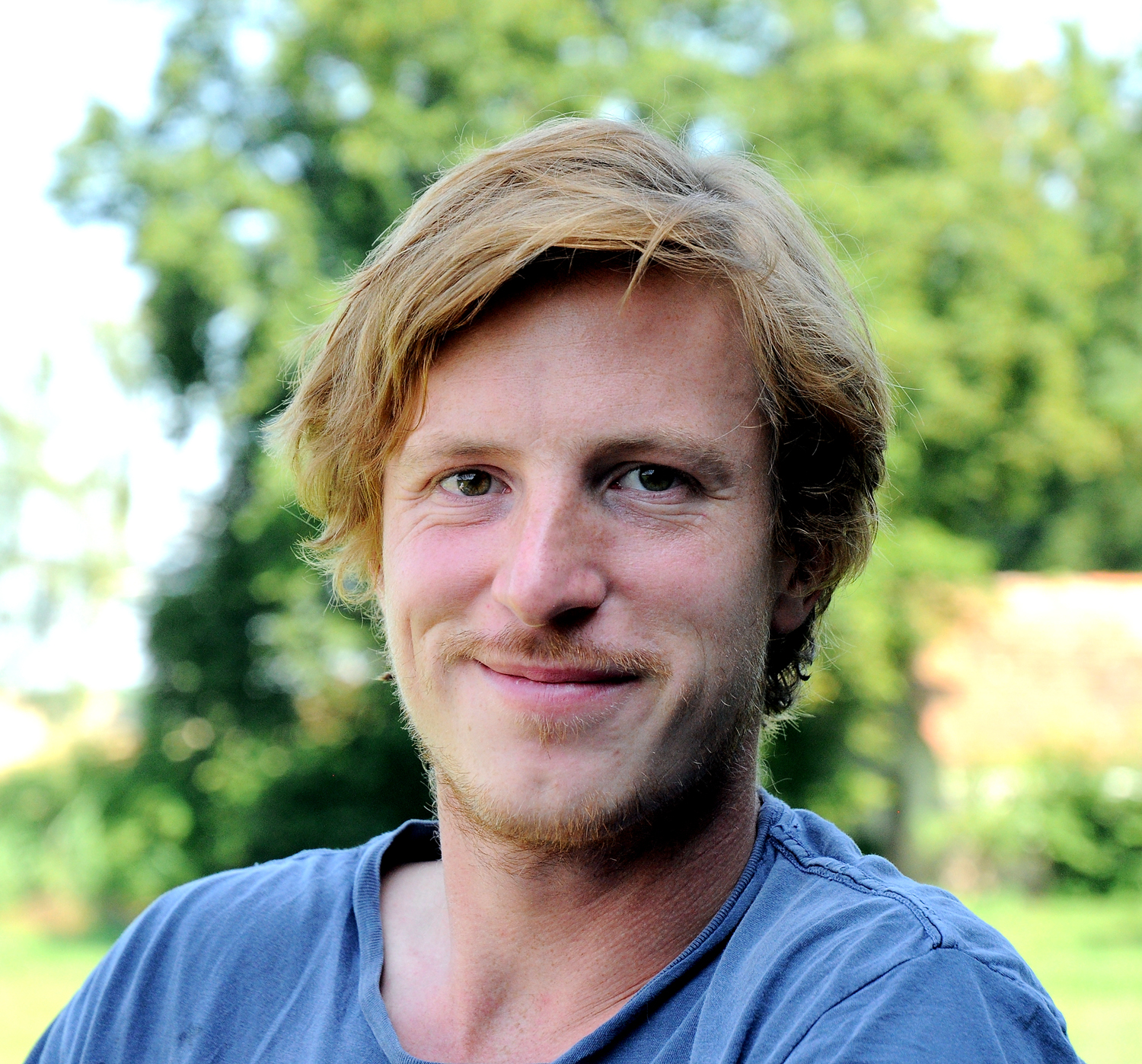
Golo Euler, 2015

Golo Euler (* 8. September 1982 in Starnberg) ist ein deutscher Schauspieler.

## Leben und Werk
Golo Euler besuchte das Maximiliansgymnasium in München bis zum Abitur im Jahr 2001. Er studierte von 2002 bis 2006 an der Bayerischen Theaterakademie August Everding. Schon während seiner Ausbildung stand er für das Akademietheater München (Die sexuellen Neurosen unserer Eltern) und das Metropoltheater München (Jesus von Texas, Hamlet, Trainspotting) auf der Bühne. Es folgten weitere Theaterstationen beim Theater Halle 7 in München sowie am Staatstheater Braunschweig.
2006 bekam Euler seine erste Spielfilm-Hauptrolle an der Seite von Henriette Heinze im ZDF-Fernsehspiel Auftauchen. Es folgten Nebenrollen in Kinofilmen wie Westwind (2011), Grand Budapest Hotel (2014) und Ferien (2016) sowie Hauptrollen in Kino- und Fernsehfilmen wie Anderswo (2014) und Lotta & das ewige Warum (2015).
Seit 2009 stand Euler bei zahlreichen Folgen der Fernsehserie Sturm der Liebe vor der Kamera. Außerdem war er von 2011 bis 2012 als Kommissar Peter Schulte in der ARD-Vorabend-Krimiserie Heiter bis tödlich: Henker & Richter zu sehen. Ebenfalls 2011 wurde er für seine Rolle im TV-Spielfilm Kasimir und Karoline mit dem Förderpreis Deutscher Film als „Bester Schauspieler“ auf dem Filmfest München ausgezeichnet. Neben Ulrich Tukur und Ulrich Matthes spielte Golo Euler in dem hochgelobten und mit zahlreichen Fernsehpreisen ausgezeichneten Tatort: Im Schmerz geboren.
Mit Die letzte Sau von Aron Lehmann und Fado von Jonas Rothlaender war der Schauspieler 2016 gleich mit zwei Filmen im Kino vertreten.
Danach folgten die Fernsehfilme Laim und die Zeichen des Todes im ZDF und Leichtmatrosen in der ARD sowie der Tatort – Hardcore. Für die neue ZDF-Reihe (seit 2018) Schwartz & Schwartz übernahm der Schauspieler gemeinsam mit Devid Striesow eine der Titelrollen. 2018 stand er außerdem für den Tatort – Unter Kriegern, Die Toten von Salzburg, Der Staatsanwalt, Die Schattenfreundin sowie für den Kinofilm Das schönste Mädchen der Welt vor der Kamera.
2019 war der Schauspieler in Kirschblüten & Dämonen, der Fortsetzung des Films Kirschblüten – Hanami von Doris Dörrie, im Kino zu sehen. Für seine Darbietung im Tatort – Unter Kriegern wurde er als „Bester Nebendarsteller“ für den Deutschen Schauspielerpreis 2019 nominiert.
Der Schauspieler setzt sich öffentlich für die Biodiversity Foundation von Dirk Steffens ein.

## Filmografie (Auswahl)

### Kino
- 2005: Neun – Regie: Jakob M. Erwa
- 2006: Jede Sekunde (Kurzfilm) – Regie: Enno Reese
- 2006: Auftauchen
- 2010: Jenseits der Linie (Kurzfilm)
- 2011: Westwind
- 2012: Die Essenz des Guten – Regie: Maxim Kuphal-Potapenko
- 2013: Lauf Junge lauf
- 2014: Grand Budapest Hotel
- 2014: Anderswo
- 2015: Big Business – Außer Spesen nichts gewesen  (Unfinished Business) – Regie: Ken Scott
- 2015: En mai, fais ce qu'il te plaît – Regie: Christian Carion
- 2015: Die Verwandlung (Kurzfilm)
- 2016: Fado
- 2016: Ferien
- 2016: Die letzte Sau
- 2018: Das schönste Mädchen der Welt
- 2019: Kirschblüten & Dämonen
- 2021: Mein Sohn
- 2022: Jagdsaison
- 2022: Was man von hier aus sehen kann
- 2025: Ein Mädchen namens Willow

### Fernsehen
- 2007: Der Fürst und das Mädchen (Fernsehserie, 5 Folgen)
- 2007: Alles außer Sex (Fernsehserie, Folge Für immer jung)
- 2008: SOKO Köln (Fernsehserie, Folge Warum musste Bubi Waldner sterben?)
- 2008–2010: SOKO München (Fernsehserie, verschiedene Rollen, 3 Folgen)
- 2008, 2011: Die Rosenheim-Cops (Fernsehserie, verschiedene Rollen, 2 Folgen)
- 2009–2013: Sturm der Liebe (Fernsehserie, 155 Folgen)
- 2010: Unter Verdacht: Laufen und Schießen (Fernsehreihe)
- 2011: SOKO Leipzig (Fernsehserie, Folge Hexenschuss)
- 2011: SOKO Kitzbühel (Fernsehserie, Folge Töten ist Silber)
- 2011: Kasimir und Karoline – Regie: Ben von Grafenstein
- 2011: Ausgerechnet Sex!
- 2011: Pilgerfahrt nach Padua
- 2011–2012: Heiter bis tödlich: Henker & Richter (Fernsehserie, 16 Folgen)
- 2012: Der letzte Bulle (Fernsehserie, Folge Es lebe der Sport)
- 2012: Der Cop und der Snob (Fernsehserie, Folge Spinnenkuss)
- 2013: Notruf Hafenkante (Fernsehserie, Folge Höhenflüge)
- 2013–2016: Der Chiemseekrimi (Fernsehreihe)
  - 2013: Hattinger und die kalte Hand
  - 2016: Hattinger und der Nebel
- 2014: Weiter als der Ozean
- 2014: Die Fischerin – Regie: Jan Ruzicka
- 2014: Katie Fforde: Wie Feuer und Wasser (Fernsehreihe)
- 2014: Tatort: Im Schmerz geboren (Fernsehreihe)
- 2015: Um Himmels Willen (Fernsehserie, Folge Schwein gehabt)
- 2015: Opa, ledig, jung – Regie: Markus Herling
- 2015: Mutter auf Streife – Regie: Jan Ruzicka
- 2015: Lotta & das ewige Warum (Fernsehreihe)
- 2015: Stralsund: Der Anschlag (Fernsehreihe)
- 2015, 2020: Der Alte (Fernsehserie, verschiedene Rollen, 2 Folgen)
- 2016: Die Chefin (Fernsehserie, Folge Familie)
- 2016: Spreewaldkrimi: Spiel mit dem Tod (Fernsehreihe)
- 2016: Kommissarin Heller: Nachtgang (Fernsehreihe)
- 2017: Friesland: Irrfeuer (Fernsehreihe)
- 2017: Laim und die Zeichen des Todes – Regie: Michael Schneider
- 2017: Der Kriminalist (Fernsehserie, Folge Hochrisiko)
- 2017: Leichtmatrosen – Drei Mann in einem Boot – Regie: Stefan Hering
- 2017: Alarm für Cobra 11 – Die Autobahnpolizei (Fernsehserie, Folge Helloween)
- 2017: Das Verschwinden (Fernsehserie, 4 Folgen)
- 2017: Keine zweite Chance (Zweiteiler) – Regie: Alexander Dierbach
- 2017: Tatort: Hardcore
- 2018: Der Staatsanwalt (Fernsehserie, Folge Alte Freunde)
- 2018: Die Toten von Salzburg – Königsmord (Fernsehreihe)
- 2018: Die Schattenfreundin – Regie: Michael Schneider
- seit 2018: Schwartz & Schwartz (TV-Krimireihe)
  - 2018: Mein erster Mord
  - 2019: Der Tod im Haus
  - 2020: Wo der Tod wohnt
- 2018: Tatort: Unter Kriegern
- 2019: Letzte Spur Berlin (Fernsehserie, Folge Uniformträger)
- 2019: Das Quartett: Der lange Schatten des Todes (Fernsehreihe)
- 2019: Die Ungewollten – Die Irrfahrt der St. Louis – Regie: Ben von Grafenstein
- 2019: Zeit der Geheimnisse (Fernsehserie, 3 Folgen)
- seit 2019: Sarah Kohr
  - 2019: Das verschwundene Mädchen
  - 2022: Geister der Vergangenheit
- 2020: Der Zürich-Krimi: Borchert und die tödliche Falle (Fernsehreihe)
- 2020: Marie Brand und die falschen Freunde (Fernsehreihe)
- 2021: Tatort: Rettung so nah (Fernsehreihe)
- 2021: Schneller als die Angst (TV-Thriller-Serie, ARD) – Regie: Florian Baxmeyer
- 2021: Eine Liebe später (Fernsehfilm)
- 2022: Nachricht von Mama (Fernsehreihe)
- 2023: Tatort: MagicMom (Fernsehreihe)
- 2023: Am Ende – Die Macht der Kränkung (Fernsehserie)
- 2023: Der Greif (Fernsehserie)
- 2023: Einfach Nina (Fernsehfilm)
- 2024: Polizeiruf 110: Funkensommer (Fernsehreihe)
- 2024: Unsichtbarer Angreifer
- 2025: Anna und ihr Untermieter – Plötzlich Schwiegermutter (Fernsehreihe)
- 2025: Unter anderen Umständen – Die einzige Zeugin (Fernsehreihe)

## Theaterrollen
- 2004: Die sexuellen Neurosen unserer Eltern – Akademietheater München, Regie: Ulf Goerke
- 2005: Jesus von Texas – Metropoltheater München, Regie: Konstantin Moreth
- 2005: Hamlet – Metropoltheater München, Regie: Jochen Schölch
- 2005: Trainspotting – Metropoltheater München, Regie: Konstantin Moreth
- 2006: Vaterlos – Theater Halle 7 München, Regie: Ulf Goerke
- 2006: Nach der Liebe beginnt ihre Geschichte – Staatstheater Braunschweig, Regie: Klaus Hemmerle
- 2007/08: Neue Vahr Süd – Gostner Hoftheater Nürnberg, Regie: Ulf Goerke
- 2010: Cosmic Basebal – Das Blut des Poeten Jack Kerouac – Gostner Hoftheater, Regie: Ulf Goerke & Jörg Bitterich

## Auszeichnungen
- 2009: Nominierung für den First Steps Award, Silberner Preis in der Kategorie TV & Kino
- 2011: Förderpreis Deutscher Film Schauspiel männlich für Kasimir und Karoline
- 2016: Nominierung für den Max Ophüls Preis als Bester Nachwuchsdarsteller für Fado
- 2019: Auszeichnung mit dem Deutschen Schauspielpreis als Schauspieler in einer Nebenrolle für Tatort: Unter Kriegern[6]